# Miłosna pasja
Miłosna pasja (wł. Passione d’amore) – włosko-francuski dramat filmowy z 1981 roku w reżyserii Ettorego Scoli, który współtworzył także scenariusz wspólnie z Ruggero Maccarim. Powstał on na podstawie powieści Fosca Iginio Ugo Tarchettiego.
Film zdobył trzy nagrody David di Donatello: dla najlepszej aktorki pierwszo- (Valeria D’Obici) i drugoplanowej (Laura Antonelli) oraz dla najlepszego producenta (Franco Committeri). Brał udział w konkursie głównym o nagrodę Złotej Palmy na 34. MFF w Cannes.

## Fabuła
Film przedstawia historię młodego żołnierza Giorgio Bacchettiego (Bernard Giraudeau), który podczas wizyty w Mediolanie spotyka piękną Clarę (Laura Antonelli). Oboje się w sobie zakochują. Jednak ich związek trwa zaledwie dwa miesiące, ponieważ Giorgio wraz z awansem zostaje przeniesiony. W małym mieście, gdzie stacjonuje, zaprzyjaźnia się z pułkownikiem (Massimo Girotti). Wkrótce poznaje tajemniczą Foscę (Valeria D’Obici). Dziewczyna z początku wydaje mu się nieatrakcyjna, a na dodatek niezrównoważona. Wkrótce młody żołnierz dostrzega, że Fosca jest nim zainteresowana.

## Obsada
- Bernard Giraudeau jako Giorgio
- Valeria D’Obici jako Fosca
- Laura Antonelli jako Clara
- Jean-Louis Trintignant jako doktor
- Massimo Girotti jako Colonel
- Bernard Blier jako Tarasso
- Gerardo Amato jako porucznik Baggi
- Alberto Incrocci jako kapitan Rivolti
- Franco Committeri jako mąż Clary

## Produkcja
Zdjęcia kręcono we Włoszech w następujących lokacjach według prowincji:
- Dolina Aosty (Saint-Denis);
- prowincja Turyn (Turyn, Venaria Reale)[2].